# تشارلز روجرز (لاعب كرة قدم أمريكية)
تشارلز روجرز (بالإنجليزية: Charles Rogers)‏ هو لاعب كرة قدم أمريكية أمريكي، ولد في 1903، وتوفي في 26 يونيو 1986.